# Jean-François Kando
Jean-François Kando, né le 23 juillet 1958 à Pointe-Noire, est un homme politique de la République du Congo, maire de Pointe-Noire de 2017 à 2022.

## Biographie
Jean-François Kando a été élu député-maire de la municipalité de Pointe-Noire, lors du Conseil départemental et municipal qui s'est tenu le 24 août 2017. Membre du Parti congolais du travail (PCT), et député de l'arrondissement 5 Mongo-Poukou, il obtient 64 voix (76,18%) contre 20 voix (20,80%) pour son rival Alexis Ndinga,.
Il prend la suite de Roland Bouiti-Viaudo, député et président du Mouvement Action et Renouveau (MAR) et titulaire du poste de 2003 au 19 août 2017.
Jean-François Kando a déjà administré l'arrondissement 3 Tié-Tié de 1967 à 1970.
En 2022, il est battu à l'élection du maire par Évelyne Tchitchelle, une autre candidate du PCT,.